# Thomas Lovell Beddoes
Pour les articles homonymes, voir Beddoes.
Thomas Lovell Beddoes, poète et dramaturge anglais, est né le 30 juin 1803 à Clifton (Bristol), Somerset, et mort le 26 janvier 1849 à Bâle.
Fils du pneumologue Thomas Beddoes, il étudie la médecine à Göttingen, mène en Allemagne et en Suisse une vie errante, s'empoisonne en 1849, laissant des œuvres où l'obsession de l'étrange, du terrifiant, du macabre, la fascination de la mort, semblent révéler l'influence du romantisme.

## Œuvres
- Poèmes : The Improvisatore (1821) - The Bride's Tragedy (1822)
- Un drame : Death's Jest-Book (1850), qui paraît après sa mort.